# Tolga (Norvège)
Pour les articles homonymes, voir Tolga.
Tolga est une kommunede Norvège. Elle est située dans le comté d'Innlandet.